# Kanton Hennebont
Kanton Hennebont (francouzsky Canton d'Hennebont) je francouzský kanton v departementu Morbihan v regionu Bretaň. Tvoří ho čtyři obce.

## Obce kantonu
- Brandérion (1377)
- Hennebont (15.779)
- Inzinzac-Lochrist (6246)
- Languidic (7409)